# بايا
بايا هي قرية تقع في إقليم سوتشافا في رومانيا. وبلغ عدد سكانها 6,793 نسمة عام 2002.